# Joan Caralt Planas
Joan Caralt Planas (Santa Oliva, Baix Penedès, 1939) va néixer just acabada la guerra al poble de Santa Oliva, del municipi del Vendrell, a la masia dels seus pares on tota la família vivia de pagès. L'any 1953 es va traslladar tota la família al carrer Espronceda 106 del barri de Poblenou de Barcelona, on va créixer i iniciar-se a la fotografia mentre ajudava al negoci familiar, una antiga lleteria.
Als 14 anys ja treballava de dependent a la botiga fotogràfica ARPÍ, ubicada a la Rambla de Barcelona. Als 22 anys va obrir la seva primera botiga "FOTOSPRINT" a la ciutat de moda d'aleshores, Platja d'Aro. Allà es va dedicar, sobretot, al reportatge de carrer, fet que el va portar a conèixer i a gaudir de la vida nocturna de la Costa Brava de les dècades de 1960 i 1970.
Destaquen d'aquesta època un gran recull de fotografies de personatges coneguts com a Carmen Sevilla, Julio Iglesias, Joan Antoni Samaranch, Demis Rusos, Michel Paulnaref, Salvatore Adamo, Sílvia Marsó, Carles Sabater, el príncep d'Astúries, l'il·lusionista Xevi… entre d'altres.
Com que la temporada d'estiu es feia curta, va optar per aprofitar el turisme d'hivern ben a prop de les estacions d'esquí; a partir d'aquest moment va començar un període de prosperitat per "FOTOSPRINT," el qual obria botigues a diferents ciutats catalanes amb molta assiduïtat, de les que més rutllaven eren però les d'Andorra, la Molina i Platja d'Aro.
Finalment va tornar al Poblenou l'any 1992, amb els Jocs Olímpics i va aprofitar el local que havia estat l'antiga lleteria que regentaven els seus pares al carrer Espronceda, per obrir-hi una botiga "FOTOSPRINT" adaptada als canvis que ha sofert el món de la fotografia, amb l'esforç del seu fill Joan Caralt Sánchez.

## Exposicions
- 2012 - Exposició "Joan Caralt, un poblenoví a la costa dels famosos". Barcelona
- 2012 - Exposició de "fotografies inèdites, un fotògraf polivalent" el dilluns 27 d'agost al Monestir de Santa Oliva